# Sofia di Baviera (principessa del Liechtenstein)
Sofia di Baviera (nome completo in tedesco Sophie Elisabeth Marie Gabrielle; Monaco di Baviera, 28 ottobre 1967) è l'attuale principessa ereditaria del Liechtenstein dal 1993, come moglie del principe ereditario Luigi.
Dopo suo padre, è seconda in linea di successione al Casato degli Stuart.

## Biografia

### Battesimo
La principessa Sofia è nata nel 1967 a Monaco di Baviera, primogenita del duca Max (1937) e della contessa svedese Elisabeth Douglas (1940).
Per linea paterna è una trisnipote del re Ludovico III, e attraverso sua madre discende da Salomon Eberhard Henschen, Jørgen Herman Vogt, Luigi I di Baden, Otto Ludwig Haas-Heye e Philipp zu Eulenburg.
Venne battezzata il 18 novembre presso la cappella di famiglia, ed ebbe come madrine la zia materna Rosita e la principessa Anna Gabriele von Wrede.

### Istruzione
Crebbe assieme alle sorelle Maria Carolina (1969), Elena (1972), Elisabetta (1973) e Maria Anna (1975) nella residenza di famiglia a Wildbad Kreuth, dove compì anche i primi anni di scuola elementare. Dal 1979 risiedettero nel castello di Wildenwart.
Dal 1978 al 1980 frequentò presso Heiligenstadt in Oberfranken la Mädchenheimvolksschule retta dalle Dame Inglesi, e fino al 1984 la Mädchenrealschule St. Ursula gestita dalle Orsoline a Lenggries. Studiò in seguito all'Adolf-Weber-Gymnasium di Monaco di Baviera, e iniziò a vivere a Londra dopo il diploma di maturità conseguito nel 1988.
Nella capitale britannica si iscrisse per tre mesi alla Inchbald School of Design, provando interesse per il settore dell'arredamento. Tornata nell'autunno del 1989 in Germania, frequentò l'Università Cattolica di Eichstätt formandosi in storia, in lingua e letteratura inglese.

### Principessa ereditaria

#### Matrimonio
Conobbe Luigi del Liechtenstein sette anni prima del loro matrimonio, durante la festa di compleanno di un cugino a Monaco di Baviera.
Il fidanzamento fu annunciato il 12 gennaio 1993 e il giorno seguente Sofia venne presentata alle autorità del Liechtenstein, partecipando al ricevimento di capodanno presso il castello di Vaduz.
Si sposò il 3 luglio nella chiesa di San Florino, con la sorella Maria Carolina, il cugino Erich von Waldburg-Zeil e sua moglie Mathilde von Württemberg in veste di testimoni. Con le nozze acquisì la cittadinanza liechtensteinese e la coppia si trasferì a Londra nello stesso anno, tornando a Vaduz nel 1996.

#### Salute
Nel 2003 venne curata dopo aver ricevuto una diagnosi di tumore cerebrale benigno.

#### Attività
Nel 2006 ha fondato la Sophie von Liechtenstein Stiftung für Frau und Kind, con lo scopo di sostenere le donne incinte e i genitori che vivono in situazioni di vita stressanti. La fondazione è sostenuta sia dalla casa regnante sia dalle donazioni private e gestisce "schwanger.li", un servizio di consulenza gratuita sui temi della gravidanza e del parto, chiedibile anche in forma anonima, che ha sede in tre centri psicosociali a Schaan, Buchs e Feldkirch. Si occupa anche di educazione di bambini e giovani negli ambiti delle relazioni e della sessualità, con il servizio "love.li".

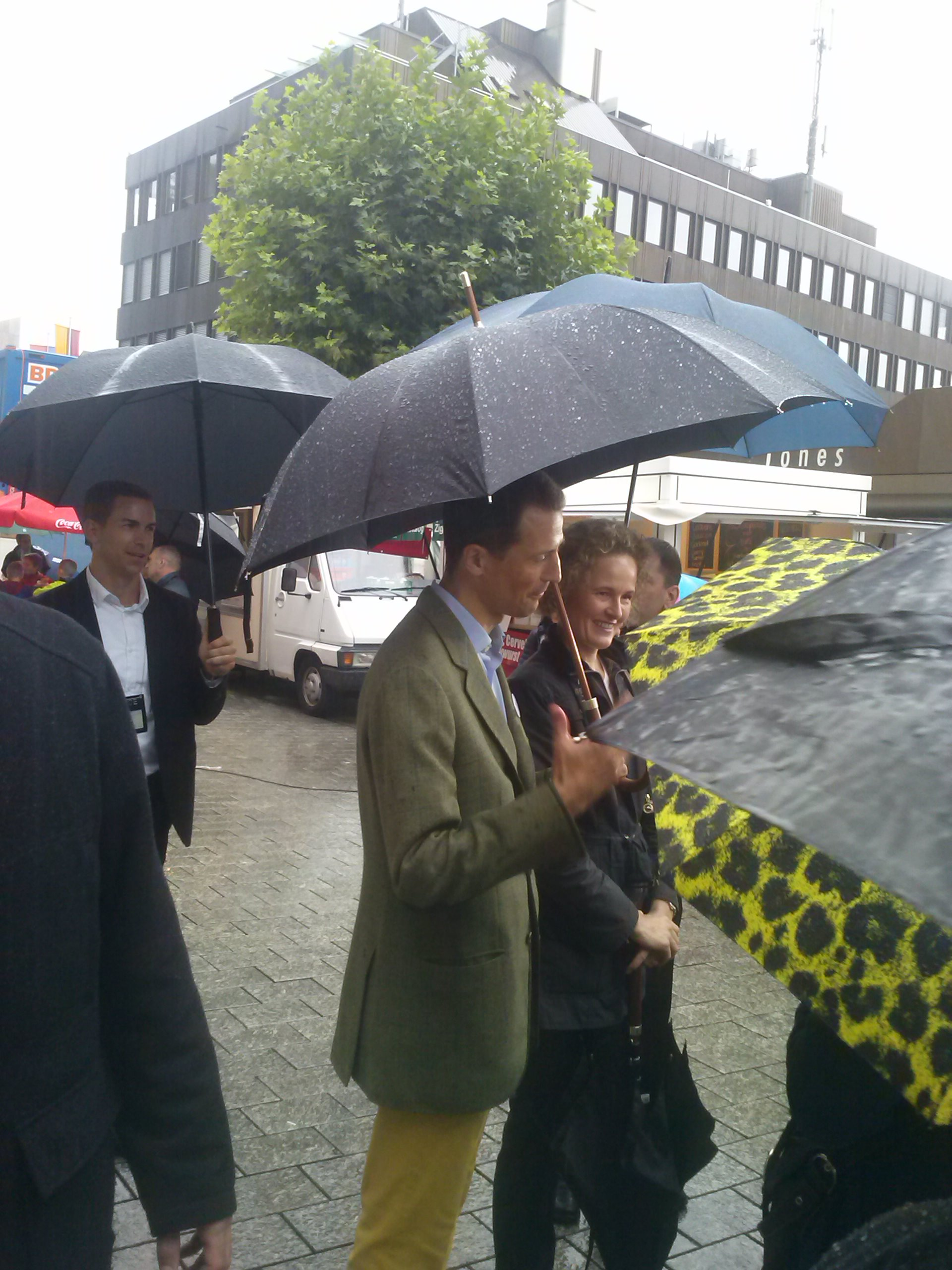
Luigi e Sofia a Vaduz nel 2015

Nell'ottobre del 2013 visitò il monastero di Banz dopo averne ereditato il territorio dal padre. Il 12 maggio del 2015 è subentrata alla principessa Marie come presidente della Croce Rossa nazionale (LRK). Nel novembre dello stesso anno è diventata patrona della Tierschutzverein Liechtenstein, associazione che si dedica alla protezione degli animali, in occasione del 70⁰ anniversario della sua fondazione; è stata anche nominata madrina di un cane di nome Kira.
Dal giugno al settembre 2021 patrocinò una mostra del Museo nazionale sulle opere d'arte realizzate da persone carcerate, per il concorso internazionale indetto dall'associazione Art and Prison e.V. Nel marzo del 2022, intervistata da Radio Liechtenstein, parlò del sostegno umanitario inviato dal Principato all'Ucraina in risposta all'invasione russa avvenuta a febbraio. Dal settembre del medesimo anno è la protettrice del Centro di Educazione Speciale (HPZ) del Liechtenstein.

## Patrocini
- Tierschutzverein Liechtenstein, associazione per i diritti degli animali con sede a Schaan fondata da Olga Frommelt il 7 ottobre 1945;[19][23]
- "Back to Life – Pictures from Prison" (2021), mostra artistica organizzata presso il Museo nazionale del Liechtenstein dall'associazione Art and Prison e.V., attiva con sede a Berlino dal 2009 per consentire ai detenuti di esprimersi con l'arte e per sensibilizzare sul tema della risocializzazione;[20][24]
- Centro di Educazione Speciale (HPZ) del Liechtenstein.[22]

## Discendenza
Sofia di Baviera e Luigi del Liechtenstein hanno avuto tre figli e una figlia:
- Principe Giuseppe Venceslao (1995);
- Principessa Maria Carolina (1996);
- Principe Giorgio Antonio (1999);
- Principe Nicola Sebastiano (2000).

## Titoli e trattamento
- 28 ottobre 1967 - 16 gennaio 1973: Sua Altezza Reale, la principessa Sofia di Baviera
- 16 gennaio 1973 - 3 luglio 1993: Sua Altezza Reale, la principessa Sofia di Baviera, duchessa in Baviera
- 3 luglio 1993 - 26 ottobre 1993: Sua Altezza Reale, la principessa ereditaria del Liechtenstein
- 26 ottobre 1993 - attuale: Sua Altezza Reale, la principessa ereditaria del Liechtenstein, contessa di Rietberg

## Ascendenza
|                               |                   |                                        | Genitori                                 |  |  | Nonni |  |  | Bisnonni             |  |  | Trisnonni               |  |
|                               |                   |                                        |                                          |  |  |       |  |  | Rupprecht di Baviera |  |  | Ludovico III di Baviera |  |
|                               |                   |                                        |                                          |  |  |       |  |  | Rupprecht di Baviera |  |  | Ludovico III di Baviera |  |
|                               |                   | Maria Teresa Enrichetta d'Austria-Este |                                          |  |  |       |  |  | Rupprecht di Baviera |  |  |                         |  |
| Alberto Leopoldo di Baviera   |                   |                                        |                                          |  |  |       |  |  | Rupprecht di Baviera |  |  |                         |  |
|                               |                   | Maria Gabriella in Baviera             | Carlo Teodoro in Baviera                 |  |  |       |  |  |                      |  |  |                         |  |
|                               |                   | Maria Gabriella in Baviera             | Carlo Teodoro in Baviera                 |  |  |       |  |  |                      |  |  |                         |  |
|                               |                   | Maria Gabriella in Baviera             | Maria José di Braganza                   |  |  |       |  |  |                      |  |  |                         |  |
| Max in Baviera                |                   | Maria Gabriella in Baviera             |                                          |  |  |       |  |  |                      |  |  |                         |  |
|                               |                   | Dionys Drašković von Trakošćan         | Pál Drašković von Trakošćan              |  |  |       |  |  |                      |  |  |                         |  |
|                               |                   | Dionys Drašković von Trakošćan         | Pál Drašković von Trakošćan              |  |  |       |  |  |                      |  |  |                         |  |
|                               |                   | Dionys Drašković von Trakošćan         | Maria Felicie Festetics de Tolna         |  |  |       |  |  |                      |  |  |                         |  |
| Maria Drašković von Trakošćan |                   | Dionys Drašković von Trakošćan         |                                          |  |  |       |  |  |                      |  |  |                         |  |
|                               |                   | Juliana Rosa von Montenuovo            | Alfredo di Montenuovo                    |  |  |       |  |  |                      |  |  |                         |  |
|                               |                   | Juliana Rosa von Montenuovo            | Alfredo di Montenuovo                    |  |  |       |  |  |                      |  |  |                         |  |
|                               |                   | Juliana Rosa von Montenuovo            | Franziska Kinsky von Wchinitz und Tettau |  |  |       |  |  |                      |  |  |                         |  |
| Sofia di Baviera              |                   | Juliana Rosa von Montenuovo            |                                          |  |  |       |  |  |                      |  |  |                         |  |
|                               | Archibald Douglas | Ludvig Douglas                         |                                          |  |  |       |  |  |                      |  |  |                         |  |
|                               | Archibald Douglas | Ludvig Douglas                         |                                          |  |  |       |  |  |                      |  |  |                         |  |
|                               | Archibald Douglas | Anna Louise Dorotea Ehrensvärd         |                                          |  |  |       |  |  |                      |  |  |                         |  |
| Carl Ludvig Douglas           | Archibald Douglas |                                        |                                          |  |  |       |  |  |                      |  |  |                         |  |
|                               |                   | Astri Henschen                         | Salomon Eberhard Henschen                |  |  |       |  |  |                      |  |  |                         |  |
|                               |                   | Astri Henschen                         | Salomon Eberhard Henschen                |  |  |       |  |  |                      |  |  |                         |  |
|                               |                   | Astri Henschen                         | Gerda Sandell                            |  |  |       |  |  |                      |  |  |                         |  |
| Elisabeth Douglas             |                   | Astri Henschen                         |                                          |  |  |       |  |  |                      |  |  |                         |  |
|                               |                   | Otto Ludwig Haas-Heye                  | Hermann Julius Haas                      |  |  |       |  |  |                      |  |  |                         |  |
|                               |                   | Otto Ludwig Haas-Heye                  | Hermann Julius Haas                      |  |  |       |  |  |                      |  |  |                         |  |
|                               |                   | Otto Ludwig Haas-Heye                  | Hermanna Helena Heye                     |  |  |       |  |  |                      |  |  |                         |  |
| Ottora Maria Haas-Heye        |                   | Otto Ludwig Haas-Heye                  |                                          |  |  |       |  |  |                      |  |  |                         |  |
|                               |                   | Viktoria Ada zu Eulenburg              | Philipp zu Eulenburg                     |  |  |       |  |  |                      |  |  |                         |  |
|                               |                   | Viktoria Ada zu Eulenburg              | Philipp zu Eulenburg                     |  |  |       |  |  |                      |  |  |                         |  |
|                               |                   | Viktoria Ada zu Eulenburg              | Augusta Sandels                          |  |  |       |  |  |                      |  |  |                         |  |
|                               |                   | Viktoria Ada zu Eulenburg              |                                          |  |  |       |  |  |                      |  |  |                         |  |